# خانه خشتی ما
خانه خشتی ما یک مجموعه تلویزیونی محصول مرکز استانی یزد در سال ۱۳۷۷ به کارگردانی ایرج مفیدی،  می‌باشد که از برنامه سینمای خانواده شبکه یک پخش شد. این مجموعه در ۱۳ قسمت تهیه شد.

## بازیگران
- علیرضا متقی‌زاده
- ایرج مفیدی
- ستاره وزیری
- فاطمه ارزه
- فخری سعادتی
- محمد مفیدی
- محمدرضا عربشاهی
- مهوش رویی